# Лі Аренберг
Лі Аренберг (англ. Lee Arenberg; 18 липня 1962) — американський актор.

## Біографія
Лі Аренберг народився 18 липня 1962 року в Пало-Альто, штат Каліфорнія. Навчався в середній школі Санта-Моніки разом з Шоном Пенном, Робертом Дауні-молодшим і Еміліо Естевесом.
Найбільш відомі ролі — Ворчун / Лерой в серіалі «Якось у казці» і Пинтел в перших трьох фільмах серії «Пірати Карибського моря».

## Фільмографія
- 1988 — Котушка / Tapeheads
- 1989 — Чарівник / The Wizard
- 1990 — Смерть мозку / Brain Dead
- 1993 — Робот-поліцейський 3 / RoboCop 3
- 1995 — Водний світ / Waterworld
- 1997 — Апокаліпсис / The Apocalypse
- 1999 — Лузер / Dirt Merchant
- 2000 — Підземелля драконів / Dirt Merchant
- 2003 — Пірати Карибського моря: Прокляття «Чорної перлини» / Pirates of the Caribbean: The Curse of the Black Pearl
- 2006 — Пірати Карибського моря: Скриня мерця / Pirates of the Caribbean: Dead Man's Chest
- 2007 — Пірати Карибського моря: На краю світу / Pirates of the Caribbean: At World's End
- 2007 — Нові пригоди Попелюшки / Happily N'Ever After
- 2011—2018 — Якось у казці / Once Upon a Time
- 2012 — Ядерна родина / Nuclear Family